# Pat Torpey
Patrick Allan "Pat" Torpey, född 13 december 1953  i Painesville, Ohio, död 7 februari 2018, var en amerikansk trummis, framförallt känd som medlem i hårdrocksbandet Mr. Big. Mr. Big var under en tid Atlantic Records bästsäljande band i Japan, fram till deras upplösning 2002. Tack vare deras popularitet i Japan och Asien släppte Torpey två soloalbum, Odd Man Out och Y2K 1998 och 1999.